# Freilichtmuseum Atameken
Das Freilichtmuseum Atameken (kasachisch мұражай Атамекен) ist ein Museum in der kasachischen Hauptstadt Astana. Auf etwa 1,7 Hektar wurde ein Miniaturmodell Kasachstans und des Kaspischen Meeres erstellt. Auf dem Gelände sind zahlreiche Sehenswürdigkeiten kasachischer Städte zu sehen. Besonders Bauwerke aus den beiden größten Städten des Landes Almaty und Astana werden präsentiert. Daneben gibt es Modelle weiterer Sehenswürdigkeiten aus einigen anderen, vorwiegend europäischen Städten.

## Sehenswürdigkeiten

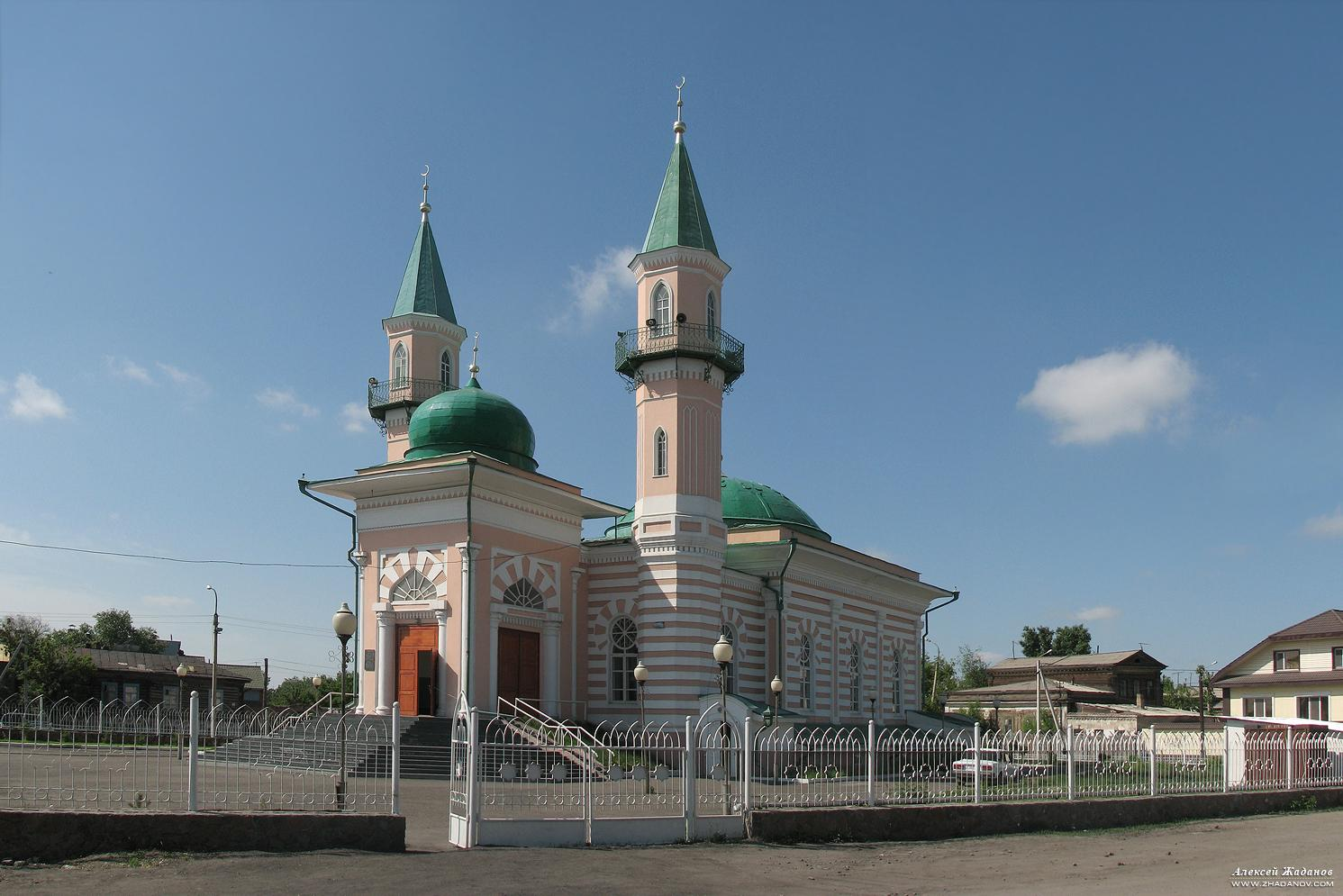
Kathedralmoschee in Semei (Original)

Das Museum beherbergt unter anderem folgende Miniaturmodelle kasachischer Bauwerke (nicht vollständig):
- Auferstehungs-Kathedrale in Semei
- Semei-Brücke
- Kathedralmoschee in Semei
- Mäschhür-Schüssip-Moschee in Pawlodar
- Mausoleum von Hodscha Ahmad Yasawi
- Fernsehturm Almaty
- Christ-Erlöser-Kirche in Oral
- Heimatmuseum Oral
- Zentralmoschee in Almaty
- Christi-Himmelfahrt-Kathedrale in Almaty
- Nur-Astana-Moschee
- Ak-Orda-Palast in Astana
- Bajterek-Turm in Astana